# Correcció gamma
La correcció gamma és un tipus de correcció de senyal d'imatge que s'aplica tot introduint artificialment una distorsió oposada per equilibrar la no linealitat del receptor (un dispositiu de projecció), ja que aquests no reprodueixen linealment cada color del senyal RGB.
La correcció gamma controla tot el rang de luminància de cada imatge. Les imatges que no estiguin correctament corregides es veuran més fosques o més clares. Variant el valor de gamma el que fem és variar les relacions dels colors vermell, verd i blau.

## Senyal corregida
Després d'aplicar aquesta correcció al nostre senyal RGB, tindrem el senyal R'G'B' (on ' indica que són senyals amb els valors de gamma corregits), i conseqüentment també ens varia la nostra luminància Y que passa a dir-se Y' (luma).
A partir d'això podem definir l'espai de color digital anomenat Y'CbCr i el seu equivalent en analògic Y'PbPr, on la Y' és la luma, Cb/Pb provenen del color blau (B) i Cr/Pr provenen del vermell (R).